# This Time (canción de Bryan Adams)
«This Time» es una canción de rock compuesta por el cantante canadiense Bryan Adams y Jim Vallance.
Es el tercer sencillo publicado para este para el álbum de 1983 Cuts Like a Knife. «This Time» fue el primer sencillo de Adams en aparecer en las listas de popularidad en Europa.
Mientras aparecía en las listas europeas, después comenzó a ser relanzado en Reino Unido. La canción alcanzó el Top 30 en el Billboard en el Mainstream Rock Tracks chart fue 21, y en el Billboard Hot 100 fue la posición 24.
- Datos: Q7786296